# Studienkirche Mariä Himmelfahrt (Dillingen an der Donau)

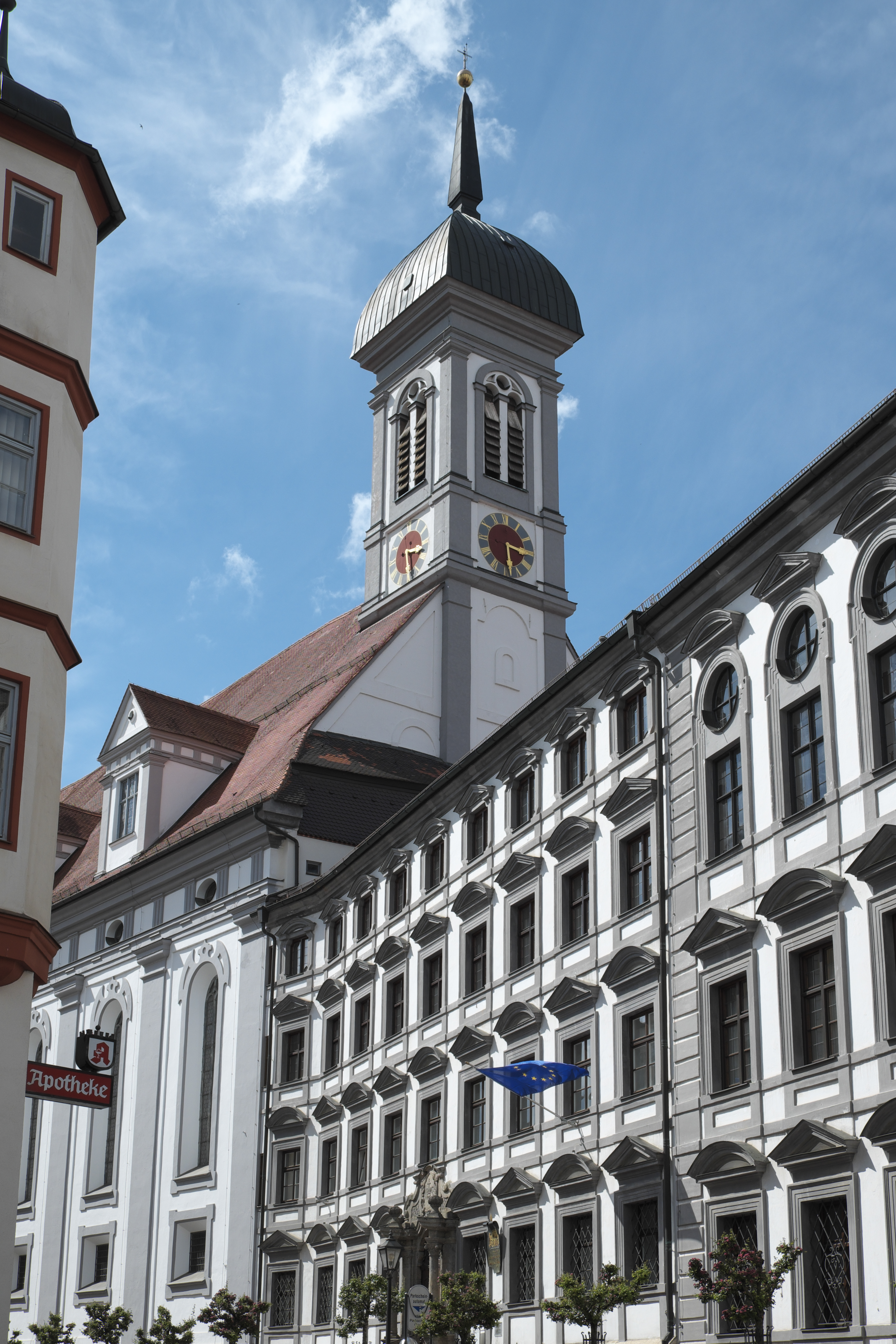
Studienkirche Mariä Himmelfahrt von Südosten

Die Studienkirche Mariä Himmelfahrt wurde zu Beginn des 17. Jahrhunderts als Universitätskirche des Collegiums St. Hieronymi, des ehemaligen Jesuitenkollegs in Dillingen an der Donau im bayerischen Regierungsbezirk Schwaben, errichtet. In der Mitte des 18. Jahrhunderts wurde die Kirche im Stil des Rokoko neu gestaltet.

## Geschichte
Die Studienkirche Mariä Himmelfahrt war die Kirche der ehemaligen Universität Dillingen, einer Gründung des Kardinals Otto Truchsess von Waldburg (1514–1573). Von 1564 bis zur Aufhebung des Ordens 1773 hatten die Jesuiten die Leitung der Universität inne. Bis 1803 unterstand sie dem Hochstift Augsburg. An der Stelle der ehemaligen Universitätsgebäude, heute Akademie für Lehrerfortbildung und Personalführung, war bereits 1581/82 eine Marienkapelle errichtet worden, an die 1583/84 eine Michaelskapelle angebaut wurde. Ab 1603/05 ließ der Augsburger Fürstbischof Heinrich V. von Knöringen (1570–1646) neue Konviktsgebäude errichten und es wurde der Neubau der Kirche geplant. Zu diesem Zweck ließ er eigens eine Ziegelei in Wittislingen anlegen, die das Baumaterial liefern sollte. 1611 legte Heinrich von Knöringen den Grundstein für eine neue Kirche, die er am 11. Juni 1617 zu Ehren der Himmelfahrt Mariens weihte. Bereits am 15. Januar 1617 wurden die Glocken geweiht, die von Wolfgang Neidhardt in Augsburg gegossen worden waren.
Die Kirche wird dem Baumeister Hans Alberthal (um 1575–1648) zugeschrieben, der sowohl für den Eichstätter als auch den Augsburger Fürstbischof tätig war und sich in Dillingen an der Donau niedergelassen hatte.
In den Jahren 1750 bis 1768 wurde die Kirche im Stil des Rokoko innen neu gestaltet. Mit der Umgestaltung wurden Wessobrunner Stuckateure, Maler und Bildhauer wie Johann Georg Bergmüller (1688–1762), Johann Michael Fischer (1717–1801) oder der Asamschüler Christoph Thomas Scheffler (1699–1756) beauftragt.

## Architektur

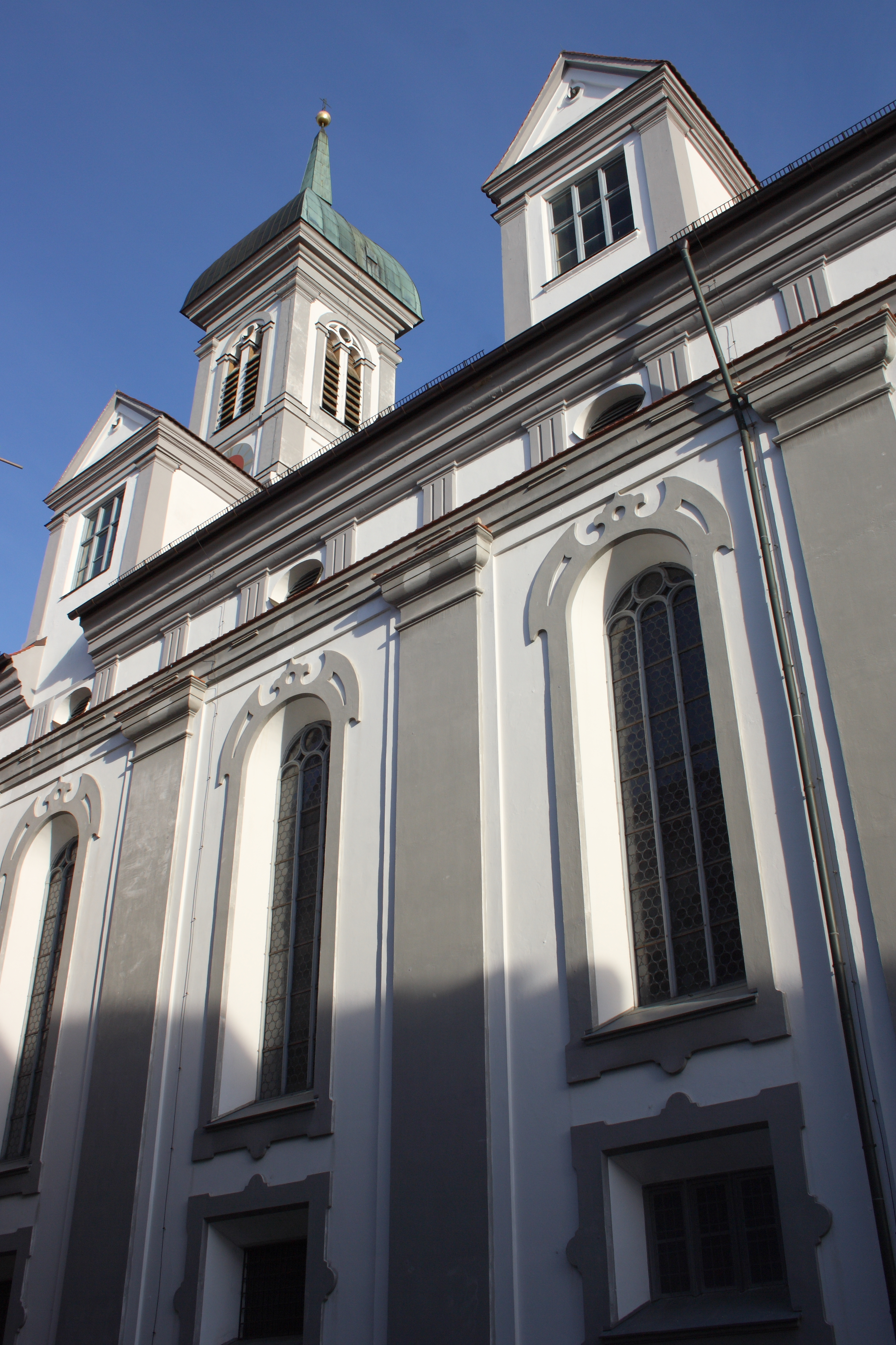
Nordfassade und Dachreiter

### Außenbau
Über der Kirche erhebt sich ein als Dachreiter auf den Ostgiebel aufgesetzter Turm mit einer Vierkantkuppel und einer obeliskartigen Spitze.
Die Fassade ist durch Pilaster und große Rundbogenfenster gegliedert, die von einer Gesimsleiste abgeschlossen werden. Unter dem Dachansatz verläuft ein Band von Triglyphen und Metopen, in die ovale Fenster eingeschnitten sind. Das Westportal wurde 1768 geschaffen. Heute betritt man die Kirche durch das Südportal, das noch auf die Erbauungszeit zurückgeht.

### Innenraum
Das Bauschema der Studienkirche ist eine Abwandlung und Vereinfachung der Jesuitenkirche St. Michael in München. Wie diese steht sie am Übergang von der Renaissance zum Barock und zählt zu den ältesten Wandpfeilerkirchen. Die Dillinger Studienkirche ist einschiffig. Auf beiden Seiten schließen sich an das Langhaus vier Seitenkapellen an, die zwischen den weit in das Kirchenschiff ragenden Mauerpfeilern eingebettet sind. Sie sind mit Quertonnen gedeckt, die als Stichkappen in das Tonnengewölbe des Langhauses einschneiden.

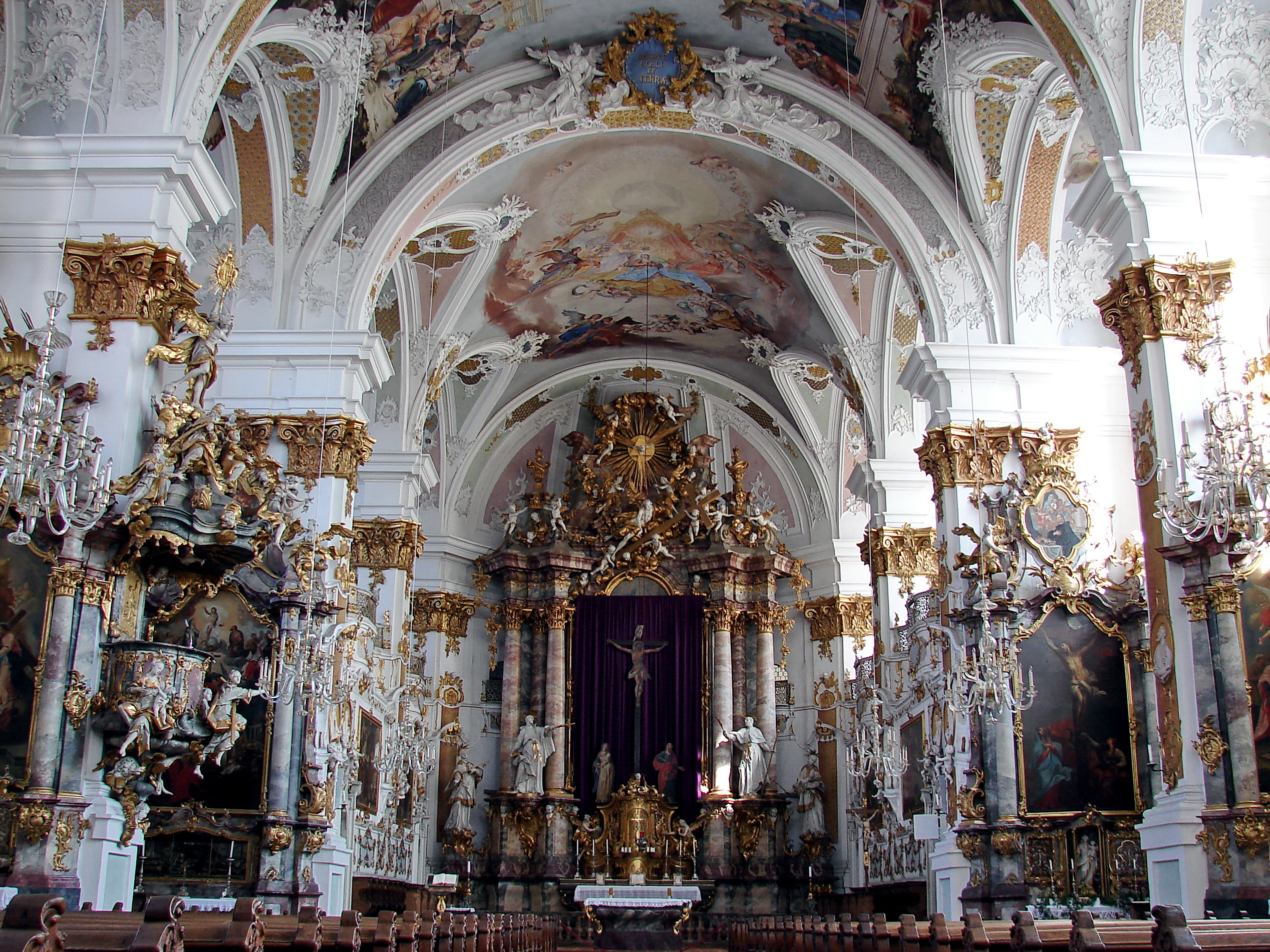
Innenraum
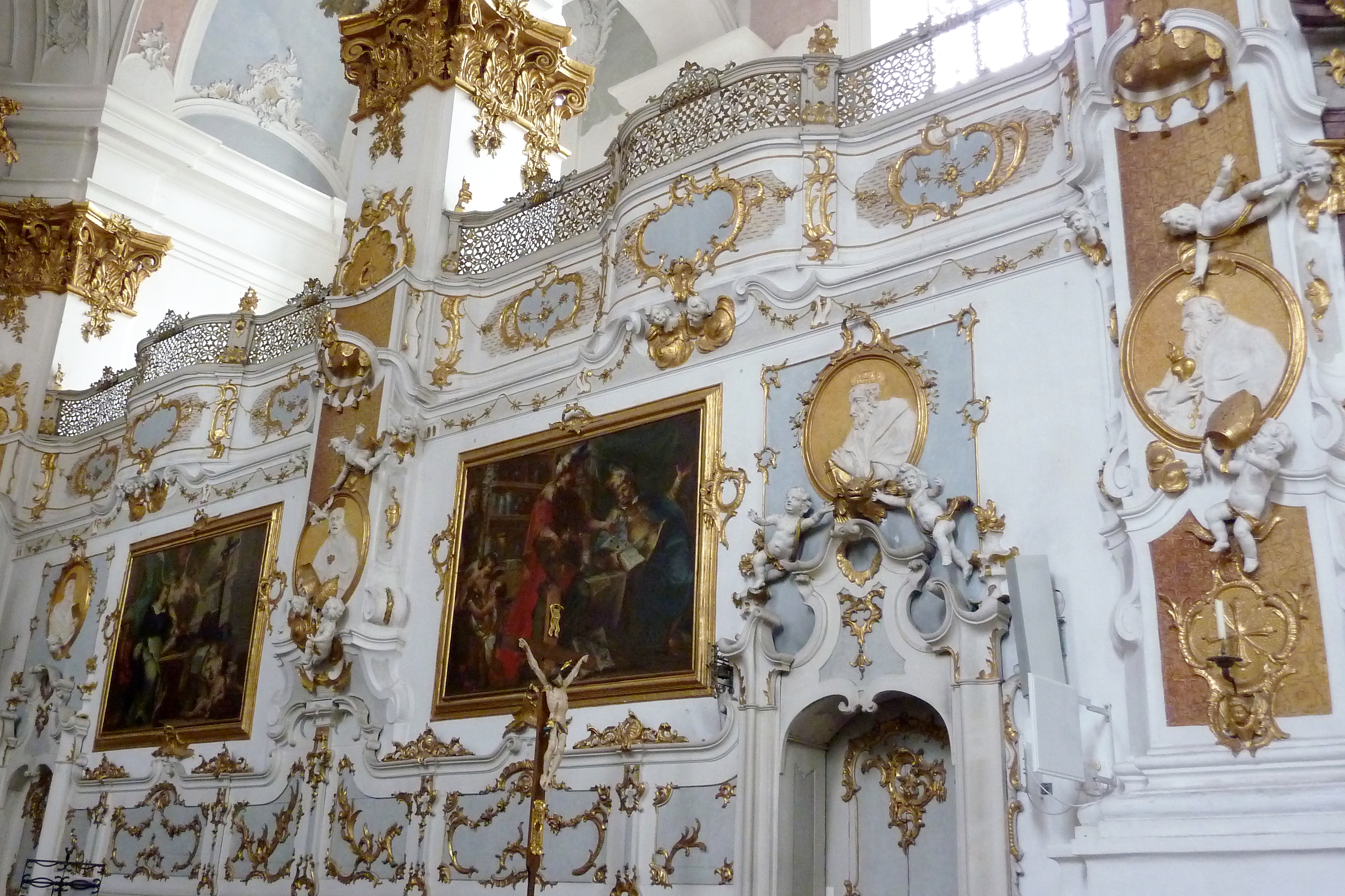
Chor
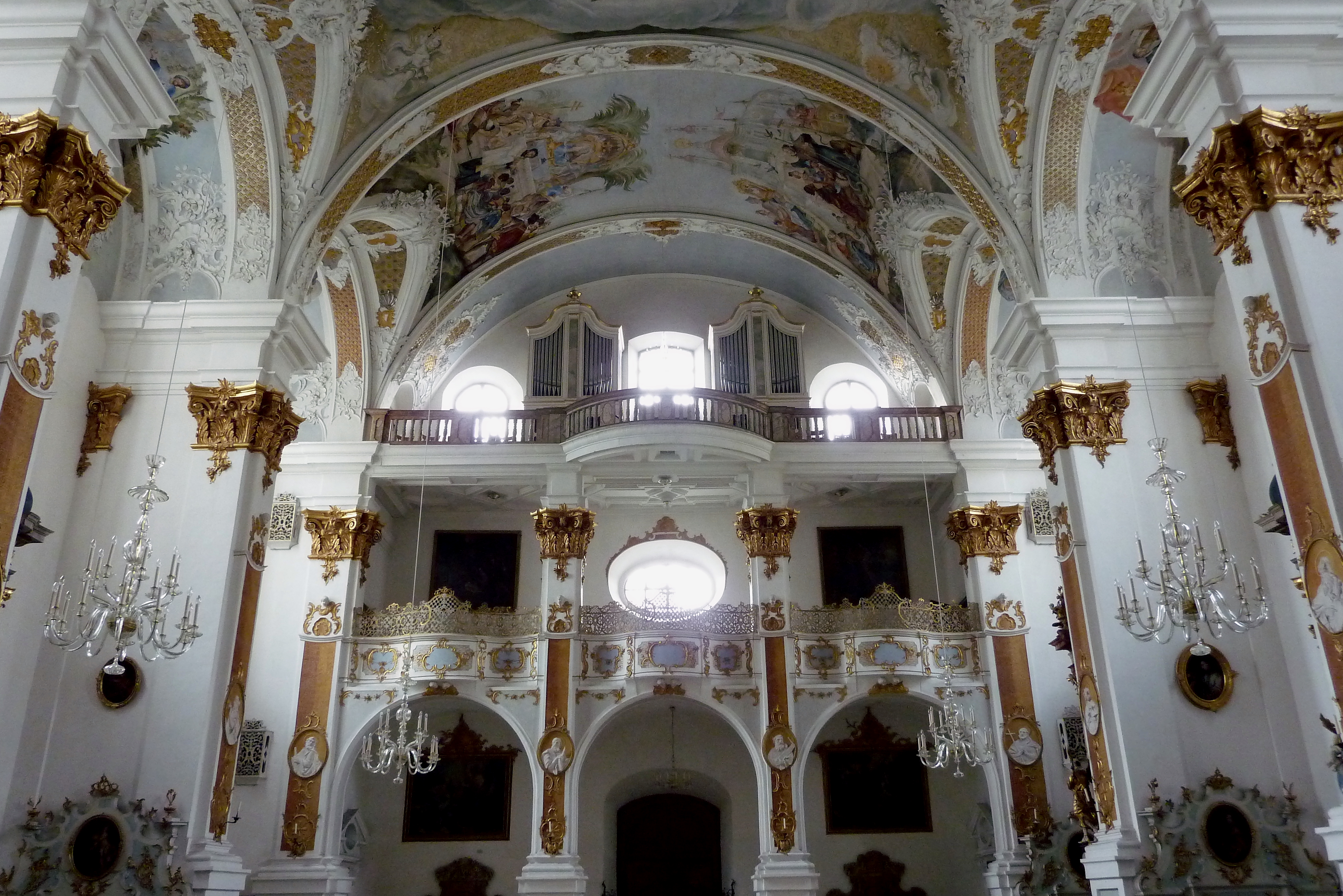
Doppelempore im Westen
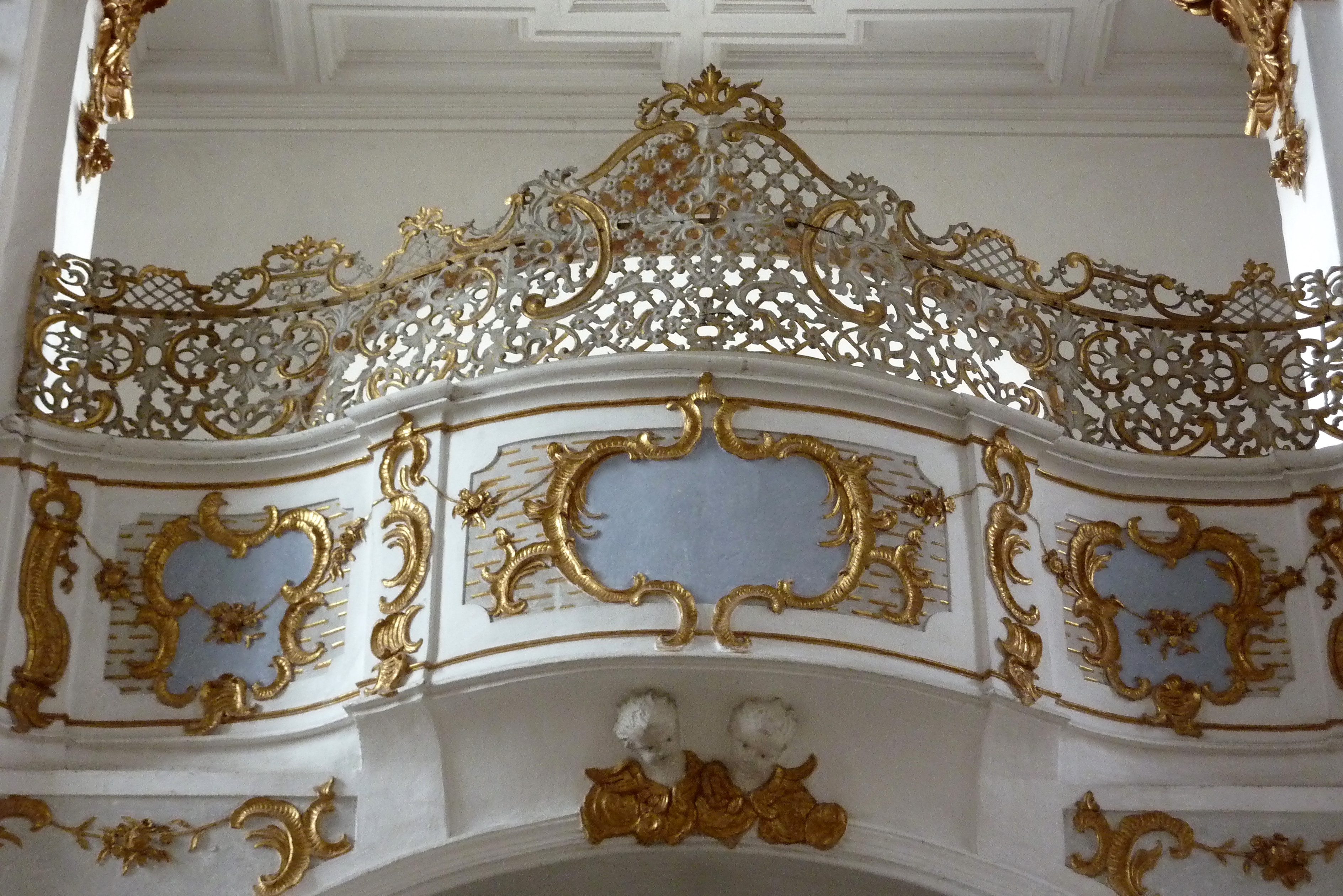
Emporengitter

## Stuck
Stichkappen, Fensterumrahmungen und Gurtbögen sind mit Stuck verziert, der um 1750/51 von Wessobrunner Künstlern geschaffen wurde.

## Deckenfresken
Die Deckenfresken wurden von Christoph Thomas Scheffler ausgeführt. Zentrales Thema der vorgetäuschten Langhauskuppel ist Maria als Himmelskönigin, umrahmt von Engeln und Erzengeln, Kirchenvätern, Propheten, Märtyrern und Heiligen. Der Schutzpatron des Bistums Augsburg, der heiligen Ulrich, ist dargestellt, ebenso Papst Gregor der Große, der heiliggesprochene Kaiser Heinrich II. wie auch die Jesuitenheiligen Aloisius von Gonzaga (1568–1591) und Stanislaus Kostka (1550–1568), die vom Erzengel Gabriel geleitet werden.
Seitlich sind die Patrone der an der Universität gelehrten Fächer dargestellt. Von Westen nach Osten: Albertus Magnus (Philosophie), Cyprian (Rhetorik), Ivo von Tréguier (Rechtswissenschaft), Cosmas und Damian (Medizin), Augustinus (Apologetik), Antoninus von Florenz (Moraltheologie), Hieronymus (biblische Theologie) und Thomas von Aquin (Dogmatik).
Das Deckenfresko des Chores stellt die Krönung Mariens dar.

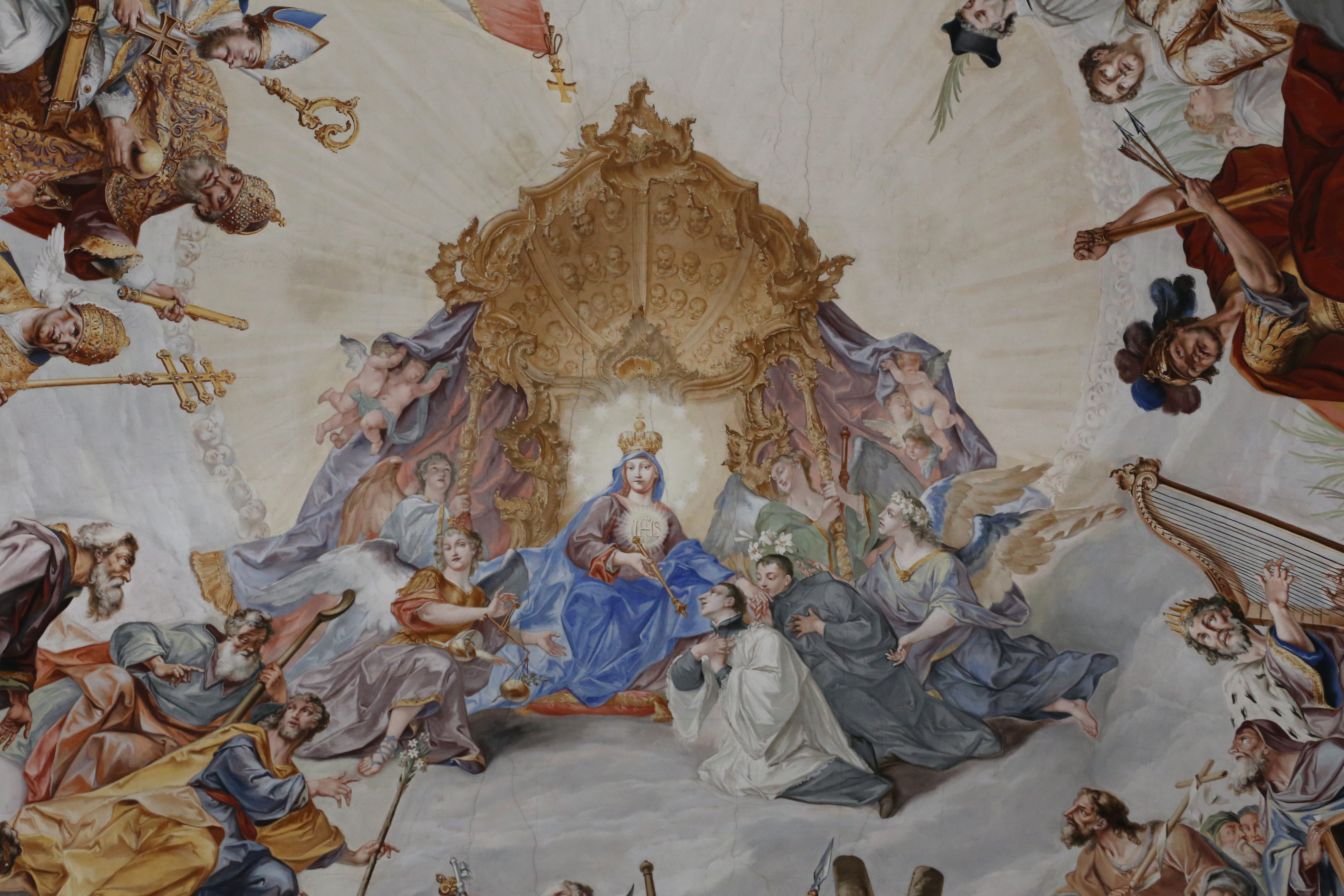
Maria Himmelskönigin
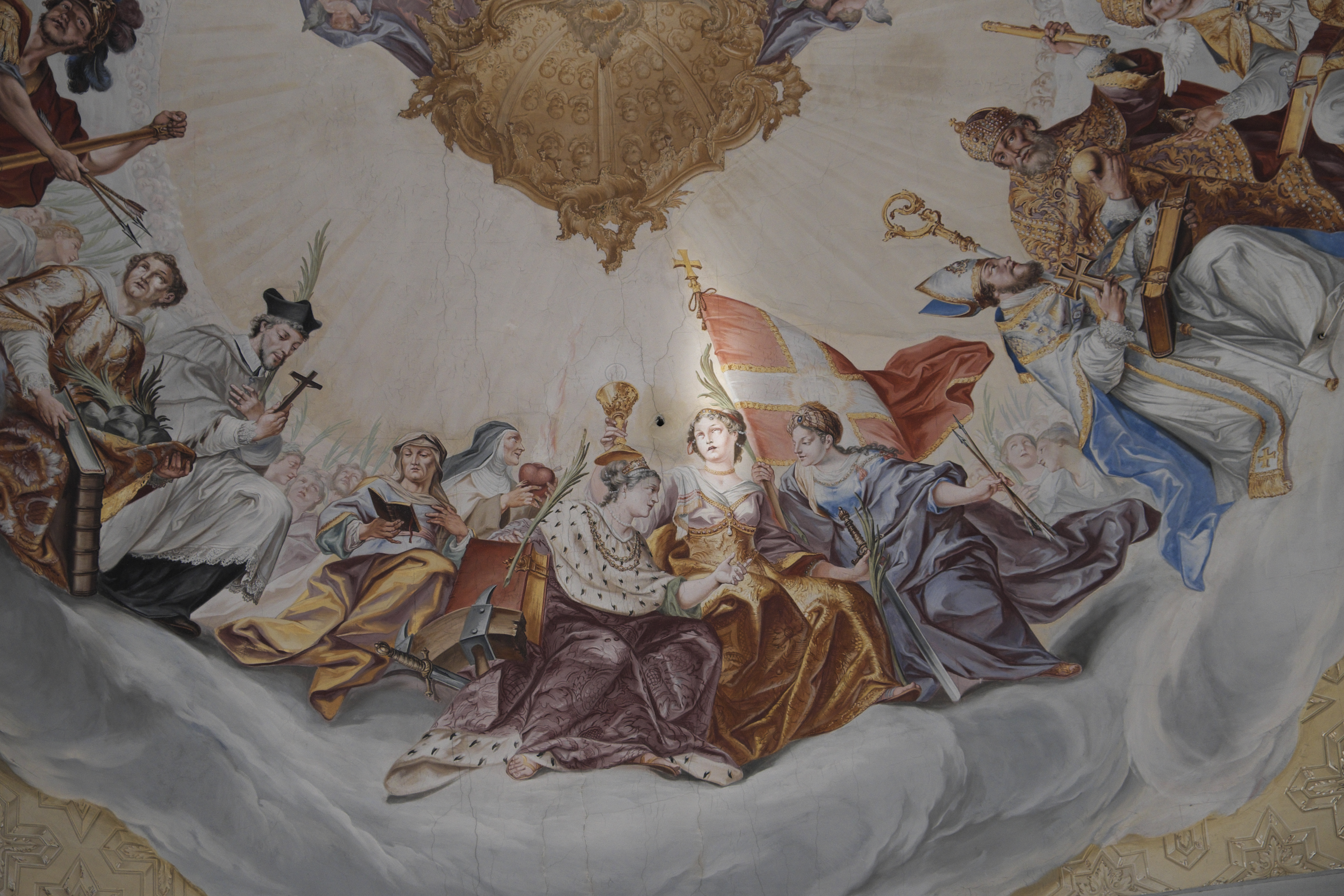
Langhausfresko (Ausschnitt)
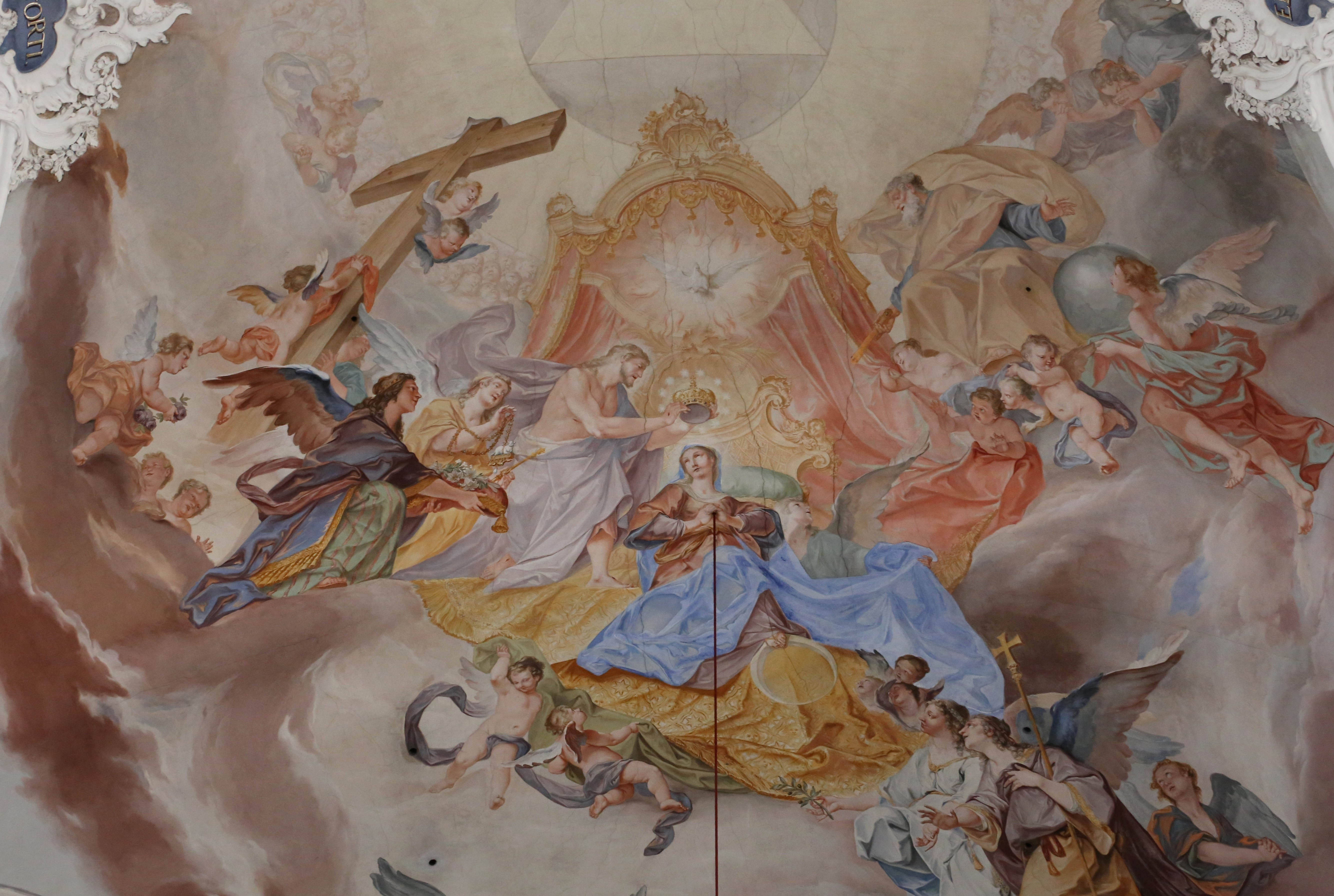
Marienkrönung

## Ausstattung

### Hauptaltar
Das Hauptaltarbild von Johann Georg Bergmüller zeigt die Himmelfahrt Mariens und ist umgeben von überlebensgroßen Holzskulpturen, die von Johann Michael Fischer geschaffen wurden. Sie stellen Ignatius von Loyola (1491–1556), den Ordensgründer der Jesuiten, und den Mitbegründer des Ordens, Franz Xaver (1506–1552), dar, daneben Aloisius von Gonzaga und Stanislaus Kostka.
Der Hauptaltar ist einer der wenigen erhaltenen Bühnenaltäre Deutschlands. Er wurde um 1760 von Johann Anwander (1715–1770) geschaffen und bei der Restaurierung der Kirche in den 1990er Jahren wiederentdeckt. In wechselnden Szenen können die Passion Christi, die Dornenkrönung und Geißelung, Engelsfiguren mit den Leidenswerkzeugen, Christus am Kreuz und die Auferstehung Christi dargestellt werden.

### Nebenaltäre
Die Seitenkapellen sind mit Altären ausgestattet, die dem Schreinermeister Joseph Hardtmuth aus Dillingen und dem Bildhauer Johann Michael Fischer zugeschrieben werden. Links befinden sich der Hieronymus- oder Fidelisaltar, von dem Reliquien hier aufbewahrt werden, die Altäre des Ignatius von Loyola, der heiligen Ursula und der Aloisius-Stanislaus-Altar (von Johann Georg Bschorer). Die rechten Nebenaltäre sind Maria, Franz Xaver und dem heiligen Josef gewidmet.

### Kanzel

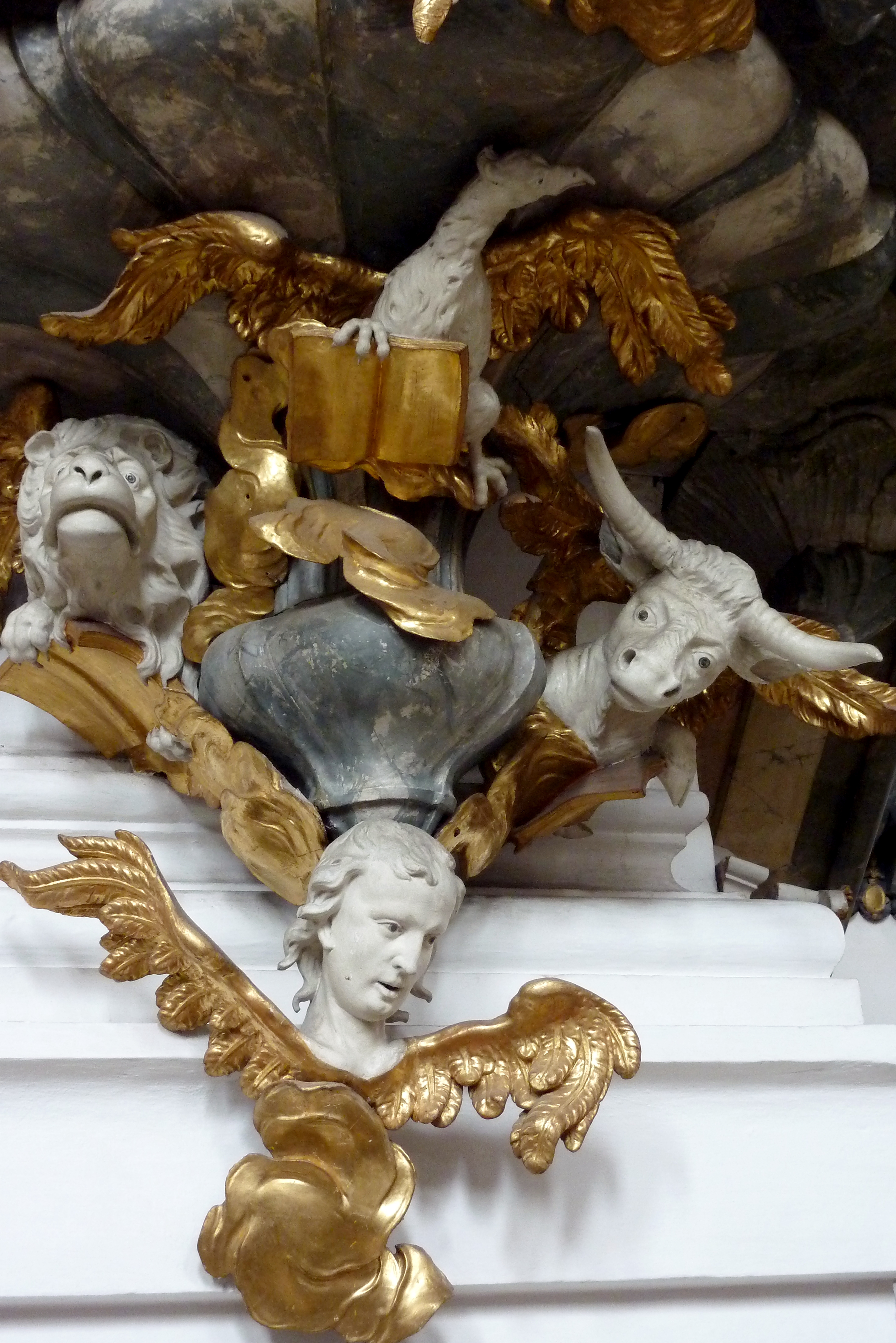
Kanzelkorb mit den Evangelistensymbolen

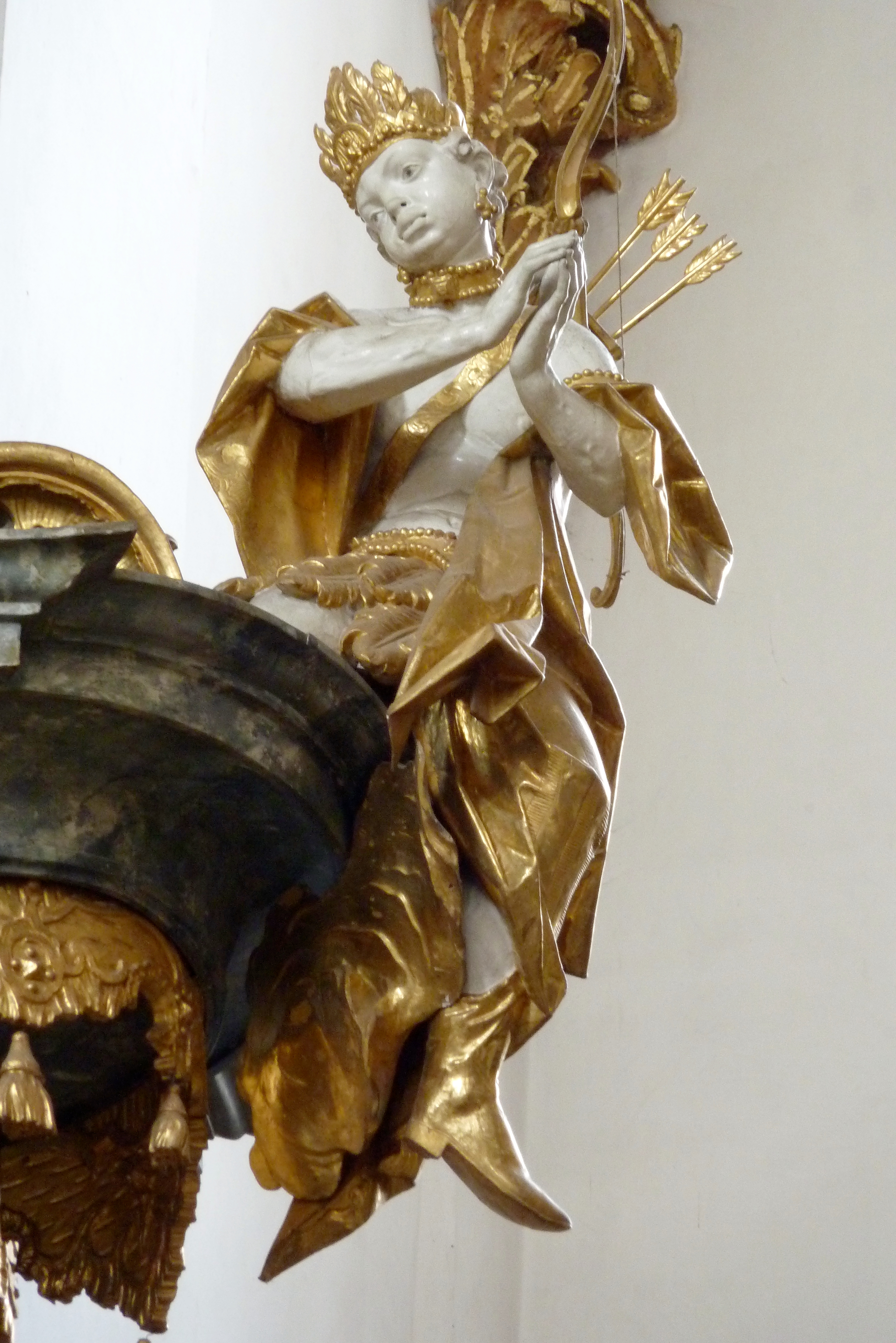
Allegorische Darstellung Amerikas am Schalldeckel

Die Kanzel wurde um 1760 von Johann Michael Fischer geschaffen. Am Kanzelkorb sind die Evangelistensymbole dargestellt, darüber die göttlichen Tugenden. Der Glaube wird durch das Kreuz symbolisiert, die Hoffnung durch einen Anker und die Liebe durch ein Kind und ein Flammenherz. Die Allegorien der vier Erdteile schmücken den Schalldeckel, der von einem triumphierenden Engel bekrönt wird, und weisen auf die Missionstätigkeit der Jesuiten hin.

### Beichtstühle
Die dreiteiligen Beichtstühle unter der Westempore stammen aus der Zeit um 1700. Sie sind mit Akanthus-Blüten und -blättern verziert.

## Epitaphien
1657 ließ Bischof Sigismund Franz (1630–1665) die Epitaphien von Kardinal Otto Truchsess von Waldburg, des Gründers der Universität, und Heinrichs V. von Knöringen, ihres zweiten Förderers und Erbauers der Studienkirche, errichten. Kardinal von Waldburg starb 1573 in Rom, 1614 wurden seine Gebeine nach Dillingen überführt und 1643 in der Studienkirche beigesetzt. Auch die Gebeine von Heinrich von Knöringen sind in der Studienkirche bestattet.

## Orgel

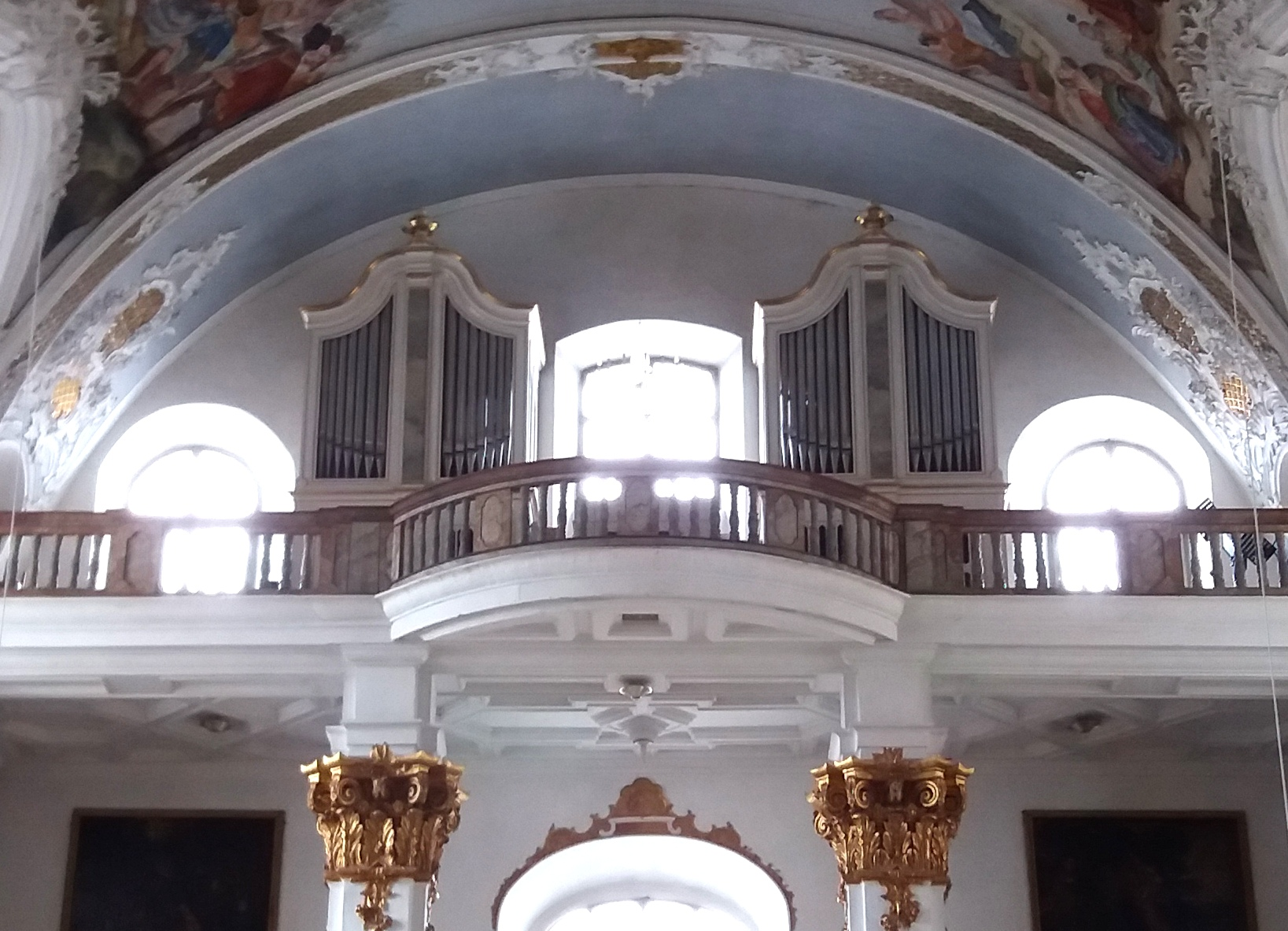
Orgel von Balthasar Pröbstl

Die Orgel der Studienkirche wurde 1871 von dem Füssener Orgelbauer Balthasar Pröbstl neu gebaut. Sie befindet sich im oberen Geschoss der Westempore und ist in zwei klassizistischen Gehäusen untergebracht, die symmetrisch zwischen den drei Fenstern angeordnet sind. Die Orgel besitzt mechanische Schleifladen in den Manualwerken und eine Kegellade im Pedal. Der Spieltisch ist freistehend. 1874 ergänzte Pröbstl die Orgel um eine Trompete 8′ und ein Fagott 16′. Bei der Ausführung der Zungenpfeifen gibt es eine regionale Besonderheit: Das Fagott und die Harmonika (letztere ohne Becher) wurden mit durchschlagenden Zungen versehen.
Die Orgel wurde in den 80er Jahren des letzten Jahrhunderts von Rudolf Kubak restauriert. Im Jahr 1991 wurde die Orgel einer Generalsanierung durch die ortsansässige Orgelbaufirma Sandtner unterzogen; dabei wurden auch die Pedalklaviatur und die Spieltraktur überarbeitet. Das Instrument ist original erhalten und gilt als Denkmalorgel. Das zweimanualige Instrument hat 18 Register. Die Disposition lautet wie folgt:
| I Manual C–f3 |                     |            |
| 1.            | Bourdon             | 16′        |
| 2.            | Principal           | 8′         |
| 3.            | Flöte               | 8′         |
| 4.            | Gamba               | 8′         |
| 5.            | Octav               | 4′         |
| 6.            | Flöte               | 4′         |
| 7.            | Mixtur V            | 2′         |
| 8.            | Rauschpfeife II-III | 2 ⁄3′ + 2′ |
| 9.            | Trompete            | 8′         |

| II Manual C–f3 |                   |    |
| 10.            | Principal amabile | 8′ |
| 11.            | Gedackt           | 8′ |
| 12.            | Salicional        | 8′ |
| 13.            | Flöte             | 4′ |
| 14.            | Harmonika         | 8′ |

| Pedal C–c1 |          |     |
| 15.        | Subbaß   | 16′ |
| 16.        | Violon   | 16′ |
| 17.        | Oktavbaß | 8′  |
| 18.        | Fagott   | 16′ |

- Koppeln: II/I, I/P, II/P

## Glocken
Die vier Glocken der Studienkirche wurden im Jahr 1616 von Wolfgang Neidhardt, dem Augsburger Stadtgießer, gegossen und am Silvestertag ausgeliefert. Dieses Geläut ist bis heute erhalten.